# Mictoschema tuckeri
Mictoschema tuckeri là một loài bướm đêm trong họ Geometridae.